# باباکمال (صحنه)
 باباکمال (صحنه)، روستایی از توابع بخش دینور شهرستان صحنه در استان کرمانشاه ایران است.

## جمعیت
این روستا در دهستان دینور قرار دارد و براساس سرشماری مرکز آمار ایران در سال ۱۳۸۵، جمعیت آن ۲۵۴ نفر (۶۳خانوار) بوده‌است.